# AT&T體育場
AT&T體育場（AT&T Stadium），舊名為牛仔體育場（Cowboys Stadium）。位於美國德克薩斯州阿靈頓，是一座有100,000個座位的多功能體育場。

## 重要節目
AT&T體育場現已成為達拉斯地區舉辦重大活動的主要場館之一。
- 2010年NBA全明星賽
- 2010年NFL年冠軍賽 第四十五届超级碗
- 2011年泰勒·斯威夫特的愛的告白世界巡迴演唱會
- 2013年泰勒·斯威夫特的紅色巡迴演唱會
- 2014年NCAA男子籃球錦標賽四強
- 棉花碗
- 2015年泰勒·斯威夫特的1989世界巡迴演唱會
- 摔角狂熱32（英语：WrestleMania 32）
- 2018年泰勒·斯威夫特的舉世盛名體育場巡迴演唱會[8]
- 摔角狂熱38

## 外部連結
- AT&T體育場官方網站 （页面存档备份，存于）